# Вокзал Приморской железной дороги
Вокза́л Примо́рской желе́зной доро́ги (Сестрорецкий) — ныне не существующий вокзал в Петербурге. Располагался на Новодеревенской набережной под № 17 чуть западнее границы Строгановского сада — между Улеаборгским и Коломяжским переулками (следы которых до сих пор можно проследить во внутриквартальных проездах) на месте нынешнего дома № 15 по Приморскому проспекту, недалеко от современной станции метро «Чёрная речка».

## История
В 1893 году для Приморской Петербург-Сестрорецкой железной дороги было построено небольшое деревянное здание вокзала. Имелся буфет и садик между фешенебельным рестораном «Вилла Родэ» и рестораном «Славянка».
Линия от вокзала отходила на север в направлении Коломяжского моста (через Чёрную речку), а после моста разветвлялась на 3 направления: 1 — на запад, сливалась с существующей ныне линией в районе современной станции «Новая Деревня»; 2 — на север, линия шла вдоль нынешнего Коломяжского проспекта до Озерков; 3 — на восток, соединительная линия Приморского и Финляндского вокзалов.
В результате наводнения 1924 года вокзал и линия существенно пострадали; к тому же переезды на товарной линии, проходившей в уровне улиц, мешали работе гужевого транспорта. Во второй половине 1920-х годов после вхождения Приморско-Сестрорецкой железной дороги в состав Октябрьской железной дороги вокзал был демонтирован, а отправление поездов перенесено на Финляндский вокзал.